# Roseto, Pennsylvania
Roseto är en ort i Northampton County i delstaten Pennsylvania, USA.